# 海老彰子
海老 彰子（えび あきこ、Akiko Ebi 1953年7月7日 - ）は、日本の大阪府出身のクラシック音楽のピアニスト。東京藝術大学卒業。フランス政府給費を得て単身渡仏。パリ国立音楽院をプルミエ・プリ（首席）卒業後、大学院課程に相当する研究科を修了。フランスのパリを拠点に活動している。

## 主な受賞歴
- 第41回日本音楽コンクールピアノ部門優勝
- 1975年 - 第16回ロン＝ティボー国際コンクール第2位およびアルトゥール・ルービンシュタイン賞をはじめとする4つの特別賞
- 1980年 - 第10回ショパン国際ピアノコンクール第5位[注釈 1]
- 2002年 - エクソンモービル音楽賞
- 学術文芸シュバリエ勲章
- パリ名誉市民メダル
- 日本ショパン協会賞
- 日本ゴールドディスク大賞[3]
- 文化庁長官表彰[4]（2024年）

## レパートリー
バロック音楽から近代音楽、現代音楽まで幅広い。特にラヴェル、ドビュッシーをはじめとするフランス音楽を好んで弾いている。邦人作曲家では、武満徹、大江光など。

## 主なディスコグラフィー
- 『ショパン・前奏曲集と即興曲集』（1989年）
- 『ショパン・エチュード集』（1990年）
- 『ショパン・ノクターン集 第1巻』（1999年）
- 『ショパン・ノクターン集 第2巻』（1999年）
- 『海老彰子/ロマンティック・ピアノ・コレクション』（1991年）
- 『大江 光の音楽』（1992年）
- 『大江 光 ふたたび』（1994年[注釈 2]）
- 「高橋裕  - ピアノ・コンチェルト」 (1995年・ライヴ録音)
- 『もう一度 大江 光』（2005年）
- 『フランクとピエルネ・ピアノ五重奏曲集』（2001年）
- 『ヴェーベルン・ピアノ五重奏曲』（2002年）
- 『フュメ・ピアノ作品集』 （2003年）
- 「ショパン・前奏曲集と即興曲集」 （2011年/1838年制作エラール社のピアノによる再録音）
- 「ショパン・ピアノ協奏曲第1番ホ短調作品11」(2015年/1849年制作エラール社のピアノによるライヴ録音)
- 「ラヴェル・ピアノ作品集(2015年)」